# Aitor Hernández Gutiérrez
Aitor Hernández Gutiérrez (Ermua, 24 de gener de 1982) és un ciclista basc, professional des del 2004 fins al 2010. Inicià la seva carrera al ciclocròs, passant el 2003 a córrer en carretera.
Com a ciclista professional el seu únic èxit ha estat la victòria al premi de la muntanya de la Volta al País Basc de 2007.

## Palmarès en ruta
- 2006
  -  Vencedor del Premi de la combativitat en la 20a etapa del Tour de França
- 2007
  - Vencedor del Gran Premi de la muntanya de la Volta al País Basc

### Resultats al Tour de França
- 2006. 136è de la classificació general

### Resultats a la Volta a Espanya
- 2007. 81è de la classificació general
- 2009. 96è de la classificació general

### Resultats al Giro d'Itàlia
- 2007. No surt (12a etapa)

## Palmarès en ciclocròs
- 2012-2013
  -  Campió d'Espanya de ciclocròs
  - 1r al Ciclocròs d'Igorre
  - 1r al Ciclocròs Ciutat de València
- 2013-2014
  - 1r al Ciclocròs de Laudio
  - 1r al Ciclocròs d'Igorre
  - 1r al Ciclocròs Ciutat de València
- 2014-2015
  -  Campió d'Espanya de ciclocròs
  - 1r al Ciclocròs de Laudio
  - 1r al Trofeu San Andrés
  - 1r al Ciclocròs d'Igorre
  - 1r al Ciclocròs Ciutat de València
- 2015-2016
  - 1r al Ciclocròs de Laudio
  - 1r al Trofeu San Andrés
- 2016-2017
  - 1r al Trofeu Joan Soler